# Scarus hypselopterus
Scarus hypselopterus е вид бодлоперка от семейство Scaridae. Видът е почти застрашен от изчезване.

## Разпространение и местообитание
Разпространен е в Бруней, Виетнам, Индонезия, Камбоджа, Малайзия, Палау, Провинции в КНР, Тайван, Тайланд, Филипини и Япония.
Обитава крайбрежията на морета, заливи, лагуни и рифове. Среща се на дълбочина от 10 до 30 m.

## Описание
На дължина достигат до 31 cm.